# Cryptocephalus trivittatus
Cryptocephalus trivittatus är en skalbaggsart som beskrevs av Olivier 1808. Cryptocephalus trivittatus ingår i släktet Cryptocephalus och familjen bladbaggar. Inga underarter finns listade i Catalogue of Life.